# NGC 2274
NGC 2274 è una vasta galassia ellittica situata nella costellazione dei Gemelli, a una distanza di circa 247 milioni di anni luce dalla nostra Via Lattea.

## Scoperta
La galassia è stata scoperta il 26 ottobre 1786 dall'astronomo britannico di origine tedesca William Herschel.

## Supernova
Il 25 dicembre 2005, all'interno di NGC 2274 è stata scoperta la supernova SN 2005md da W. D. Li dell'Università della California - Berkeley nel corso del programma LOSS (Lick Observatory Supernova Search) dell'Osservatorio Lick. La supernova è stata classificata di tipo II..

## Gruppo di NGC 2274
NGC 2274 è la più luminosa di un piccolo gruppo di galassie che porta il suo nome. Il Gruppo di NGC 2274 comprende almeno 4 membri, cioè NGC 2275, NGC 2290 e UGC 3537.
Nelle immagini, NGC 2274 e NGC 2275 appaiono molto vicine sulla sfera celeste. Poiché la loro distanza dalla nostra Via Lattea è molto simile, esse formano ragionevolmente una coppia di galassie..